# Primarias presidenciales de Unidad por Chile de 2025
Las primarias presidenciales de Unidad por Chile de 2025 fueron el método de elección del candidato presidencial de Chile de los partidos Socialista, por la Democracia, Liberal, Radical, Acción Humanista, Comunista, Frente Amplio y Federación Regionalista Verde Social para la elección de 2025.
La primaria fue inscrita oficialmente ante el Servicio Electoral de Chile (Servel) el 30 de abril de 2025, misma fecha en que se inició el periodo de campaña electoral que finalizó el 29 de junio.

## Desarrollo de las primarias

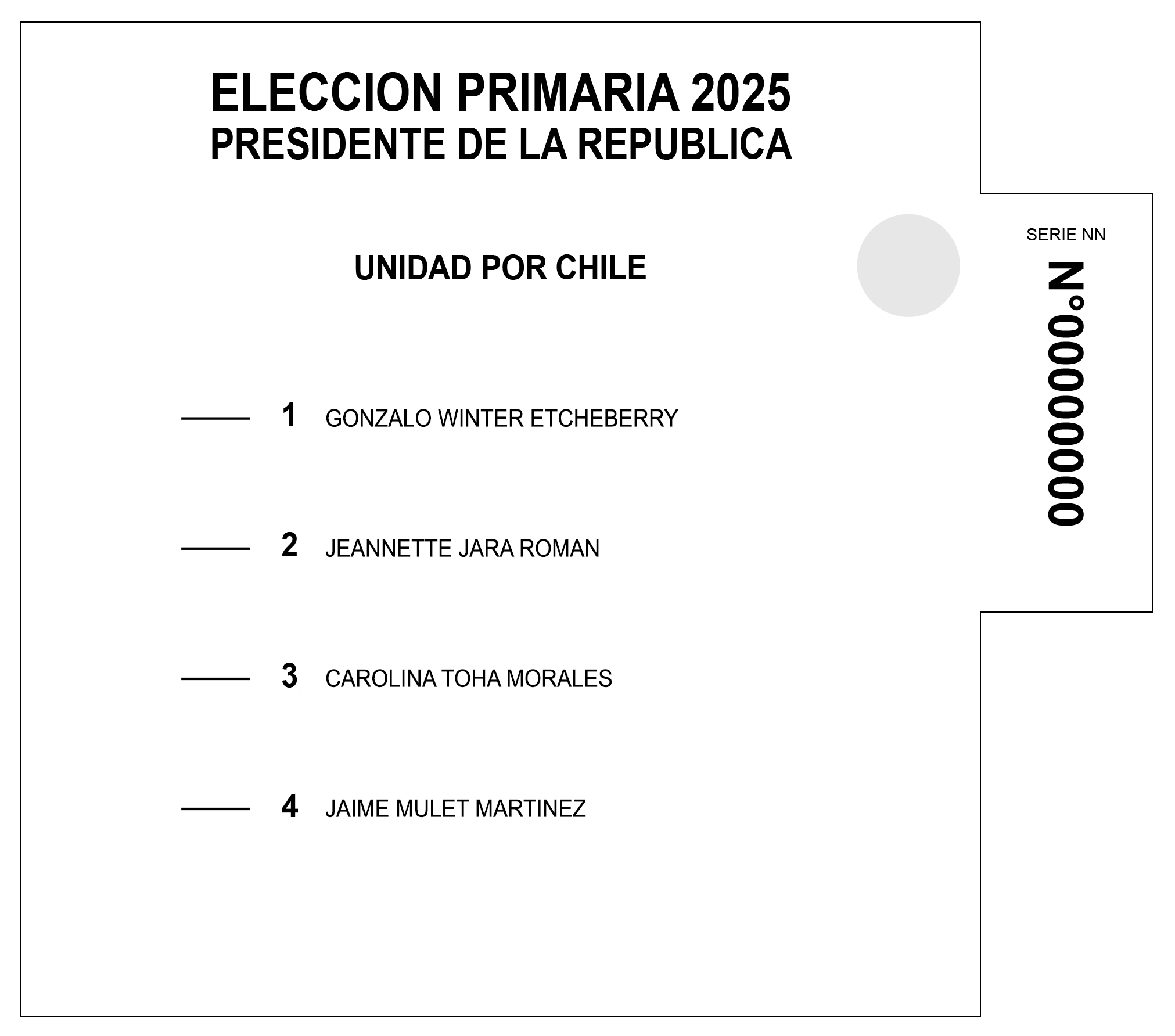
Cédula de votación utilizada en la primaria de Unidad por Chile.

De cara a las elecciones presidenciales de noviembre de 2025, el bloque oficialista Unidad por Chile —que agrupa a los partidos que sostienen al gobierno de Gabriel Boric— definió la realización de primarias para elegir a su candidato único.
La coalición, integrada por partidos tradicionales de centroizquierda (Partido Socialista, PPD y PR) y fuerzas de izquierda con renovada influencia (Frente Amplio y Partido Comunista), optó por celebrar primarias presidenciales en 2025 para decidir entre cuatro opciones que representan tendencias y aspiraciones diferentes, fortalecer la legitimidad democrática y responder a las presiones de cada partido por presentar candidatos propios y asegurar un aspirante competitivo ante una derecha que está dividida pero que —hasta la fecha de la realización de estas primarias— ha liderado las encuestas para la elección de noviembre de 2025.
Existían insinuaciones de realizar una primaria desde 2023, cuando Daniel Jadue anunció su disponibilidad para competir por la candidatura del PC. El 25 de enero de 2025, Jaime Mulet fue proclamado candidato por la Federación Regionalista Verde Social, y el 5 de marzo Michelle Bachelet descartó presentarse, abriendo el respaldo del PS y el PPD a Carolina Tohá. El 7 de marzo, militantes comunistas publicaron una carta de apoyo a Jadue, y el 3 de abril Gonzalo Winter fue oficializado como candidato del Frente Amplio. Al día siguiente, el Partido Comunista confirmó a Jeannette Jara como su aspirante, y el 12 de abril el PPD proclamó formalmente a Carolina Tohá, con el respaldo del Socialismo Democrático.
La inscripción oficial de los cuatro aspirantes ante el Servel tuvo lugar el 30 de abril de 2025. En junio se celebraron debates televisivos en los que Tohá, Jara y Winter expusieron sus diferencias. Finalmente, el 29 de junio de 2025 se llevaron a cabo las primarias presidenciales, en las que Jeannette Jara resultó ganadora y fue proclamada candidata única del bloque oficialista.

## Candidaturas
Las candidaturas que participaron en la primaria presidencial, según el orden de aparición en la papeleta, son las siguientes:

### Gonzalo Winter
Dentro del Frente Amplio, el mejor posicionado en las encuestas era el alcalde de Maipú, Tomás Vodanovic, aunque descartó su aspiración presidencial en noviembre de 2024. Posteriormente, se barajó la figura de Gonzalo Winter, quien desde un principio rechazó participar en las elecciones, señalando que «no se sentía preparado». Finalmente, por decisión unánime del comité central de su partido, Winter fue proclamado candidato presidencial y aceptó la candidatura para una primaria presidencial.

### Jeannette Jara
Dentro del Partido Comunista de Chile (PC) la mejor posicionada en las encuestas había sido la ministra Camila Vallejo, quien descartó su candidatura presidencial. Tras la aprobación de la reforma previsional de 2025, la ministra del Trabajo, Jeannette Jara, comenzó a sonar como posible candidata. Asimismo, en marzo de 2025, circuló una carta firmada por figuras políticas, académicos y personajes del espectáculo apoyando la nueva candidatura del exalcalde de Recoleta, Daniel Jadue, quien estuvo limitado por su situación jurídica. El 5 de abril de 2025, Jara fue proclamada como precandidata presidencial por el Partido Comunista y el 14 de abril recibió el respaldo de Acción Humanista. El 27 de mayo la Izquierda Cristiana de Chile —partido que no está legalmente constituido ni forma parte de la coalición oficialista— anunció su apoyo a la candidatura de Jara.

### Carolina Tohá
El 4 de marzo de 2025, Carolina Tohá (PPD) renunció al Ministerio del Interior y confirmó su candidatura presidencial. Al día siguiente, la expresidenta Michelle Bachelet descartó una nueva postulación, señalando en un comunicado que existen «personas muy valiosas» en su sector. El 12 de abril, el PPD proclamó a Tohá como su candidata, y el 17 de abril recibió el apoyo del Partido Liberal, tras la bajada de Vlado Mirosevic como aspirante. El Partido Radical, luego de considerar las opciones de Marco Enríquez-Ominami, José Antonio Gómez, y de mantener conversaciones con Harold Mayne-Nicholls, decidió no presentar un candidato propio y optó por respaldar a Tohá. Ese mismo 12 de abril, el Partido Socialista proclamó a Paulina Vodanovic como su candidata presidencial, pero tras su declinación el 28 de abril, el PS resolvió apoyar por unanimidad a Carolina Tohá. El 3 de junio el Partido Demócrata Cristiano —que no forma parte de la coalición oficialista— llamó a votar por Tohá, aun cuando los militantes del PDC estaban inhabilitados para votar ya que el partido no se inscribió en la primaria.

### Jaime Mulet
El diputado de la Federación Regionalista Verde Social (FREVS), Jaime Mulet, crítico de los partidos tradicionales, con discurso centrado en descentralización, agricultura familiar y medio ambiente, fue proclamado como precandidato presidencial por su partido el 25 de enero de 2025.

## Debates
| Fecha y organizador                     | Lugar                                  | Moderador/es                                                         | P Presente A Ausente | P Presente A Ausente | P Presente A Ausente | P Presente A Ausente |
| Fecha y organizador                     | Lugar                                  | Moderador/es                                                         | Jara                 | Mulet                | Toha                 | Winter               |
| --------------------------------------- | -------------------------------------- | -------------------------------------------------------------------- | -------------------- | -------------------- | -------------------- | -------------------- |
| FACEA UV 15 de mayo de 2025             | Valparaíso, Región de Valparaíso       | Francisca Castillo                                                   | P                    | P                    | P                    | P                    |
| ADN 26 de mayo de 2025                  | Providencia, Región Metropolitana      | Paula Bravo Mauricio Bustamante                                      | P                    | P                    | P                    | P                    |
| CED (Derecho UChile) 30 de mayo de 2025 | Providencia, Región Metropolitana      | Catalina Huerta Martina Pavletich                                    | P                    | P                    | P                    | A                    |
| USACH 3 de junio de 2025                | Estación Central, Región Metropolitana | Alejandro Guillier Belén Pellegrini                                  | P                    | P                    | P                    | P                    |
| La Tercera ― Duna 5 de junio de 2025    | Huechuraba, Región Metropolitana       | Matías del Río                                                       | P                    | P                    | P                    | P                    |
| Canal 13 15 de junio de 2025            | Providencia, Región Metropolitana      | Iván Valenzuela                                                      | P                    | P                    | P                    | P                    |
| The Clinic ― Pauta 16 de junio de 2025  | ―                                      | Claudia Álamo Martín Browne Maximiliano Chávez Constanza Santa María | P                    | P                    | P                    | P                    |
| TVN 22 de junio de 2025                 | Providencia, Región Metropolitana      | Constanza Santa María Montserrat Álvarez                             | P                    | P                    | P                    | P                    |

## Encuestas
| Encuesta        | Fecha                 |           |         |          |            | NS/NR |
| Encuesta        | Fecha                 | Winter FA | Jara PC | Tohá PPD | Mulet FRVS | NS/NR |
| --------------- | --------------------- | --------- | ------- | -------- | ---------- | ----- |
| Encuesta        | Fecha                 |           |         |          |            | NS/NR |
| Panel Ciudadano | 11–13 Jun 2025        | 21%       | 40%     | 34%      | 5%         | —     |
| Criteria        | 2–4 Jun 2025          | 24%       | 29%     | 40%      | 7%         | —     |
| Panel Ciudadano | 28–29 de mayo de 2025 | 27%       | 33%     | 36%      | 4%         | —     |
| Panel Ciudadano | 1 de mayo de 2025     | 30%       | 27%     | 39%      | 4%         | —     |

## Resultados
Estos fueron los resultados de las elecciones primarias de 2025, incluyendo votos en el extranjero.
|  | 9.02 % |

|  | 60.16 % |

|  | 28.08 % |

|  | 2.74 % |

|  | 96.64 % |

|  | 2.38 % |

|  | 0.98 % |

|  | 9.16 % |